# Prospero (måne)
Prospero er en af planeten Uranus' måner: Den blev opdaget den 18. juli 1999 af astrofysikeren Matthew J. Holman med flere, og fik lige efter opdagelsen den midlertidige betegnelse S/1999 U 3. Senere har den Internationale Astronomiske Union vedtaget at opkalde den efter troldmanden af samme navn fra William Shakespeares skuespil The Tempest. Månen Prospero kendes desuden også under betegnelsen Uranus XVIII (XVIII er romertallet for 18).
Pr. 2005 vides meget lidt om denne måne ud over dens omløbsbane.
| Astronomi | Spire Denne artikel om astronomi er en spire som bør udbygges. Du er velkommen til at hjælpe Wikipedia ved at udvide den. |